# Comté de Johnston (Caroline du Nord)
Pour les articles homonymes, voir Comté de Johnston.
Le comté de Johnston est un comté situé dans l'État de Caroline du Nord aux États-Unis.

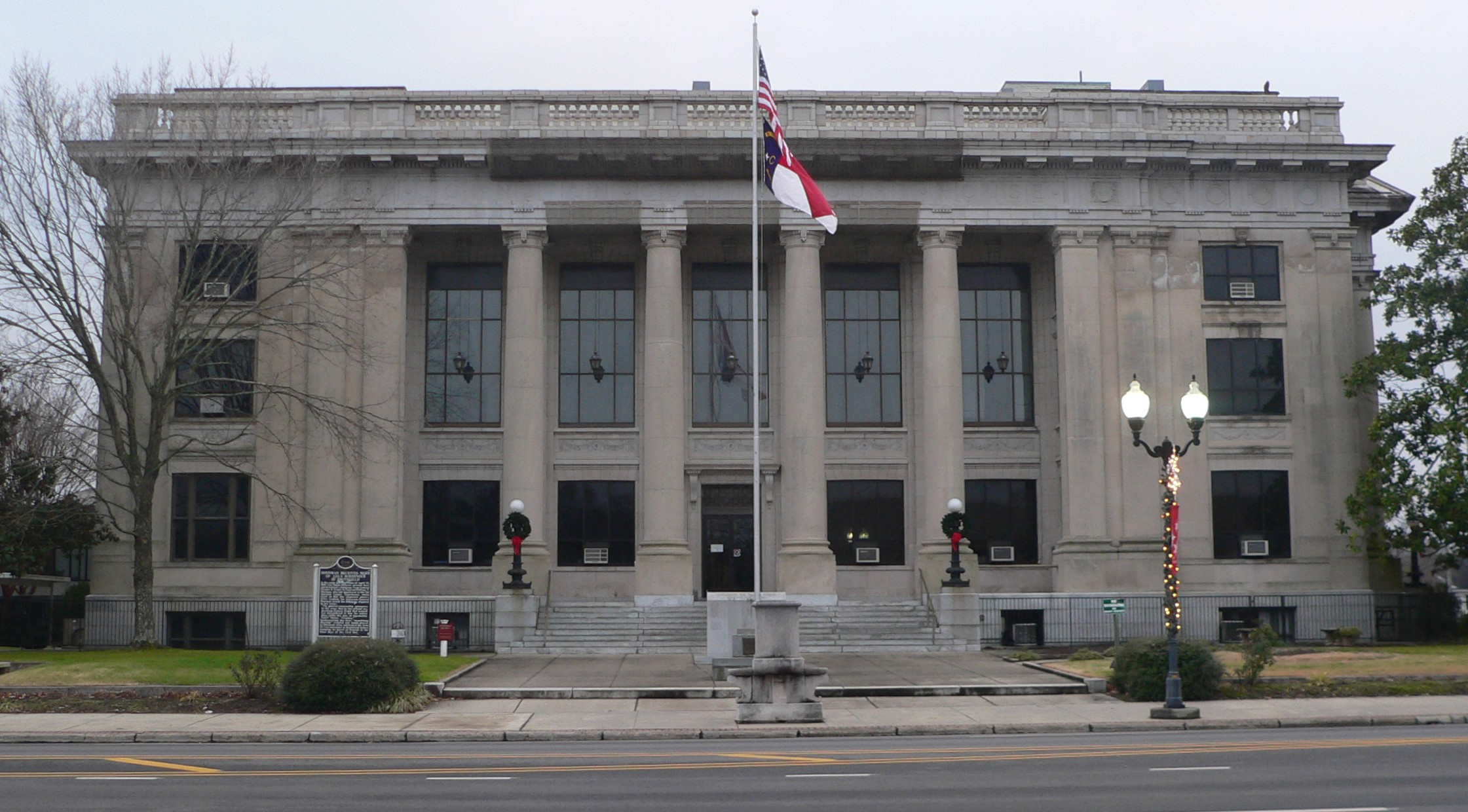
Palais de justice du comté de Johnston

## Démographie
| 1790  | 1800  | 1810  | 1820  | 1830   | 1840   |
| ----- | ----- | ----- | ----- | ------ | ------ |
| 5 691 | 6 301 | 6 867 | 9 607 | 10 938 | 10 599 |

| 1850   | 1860   | 1870   | 1880   | 1890   | 1900   |
| ------ | ------ | ------ | ------ | ------ | ------ |
| 13 726 | 15 656 | 16 897 | 23 461 | 27 239 | 32 250 |

| 1910   | 1920   | 1930   | 1940   | 1950   | 1960   |
| ------ | ------ | ------ | ------ | ------ | ------ |
| 41 401 | 48 998 | 57 621 | 63 798 | 65 906 | 62 936 |

| 1970   | 1980   | 1990   | 2000    | 2010    | - |
| ------ | ------ | ------ | ------- | ------- | - |
| 61 737 | 70 599 | 81 306 | 121 965 | 168 878 | - |